# Čađavica Gornja (Bosanski Novi, BiH)
Čađavica Gornja je naseljeno mjesto u sastavu općine Bosanski Novi, Republika Srpska, BiH.

## Stanovništvo
| Čađavica Gornja    |              |
| godina popisa      | 1991.        |
| Srbi               | 293 (98,65%) |
| Hrvati             | 0            |
| Muslimani          | 0            |
| Jugoslaveni        | 4 (1,35%)    |
| ostali i nepoznato | 0            |
| ukupno             | 297          |